# Maddie Hasson
Madelaine Hasson, detta Maddie (New Bern, 4 gennaio 1995), è un'attrice statunitense.

## Filmografia

### Cinema
- God Bless America, regia di Bobcat Goldthwait (2011)
- Underdogs, regia di Doug Dearth (2013)
- I Saw the Light, regia di Marc Abraham (2015)
- La scelta (Novitiate), regia di Maggie Betts (2017)
- L'evocazione - We Summon the Darkness, regia di Marc Meyers (2019)
- Malignant, regia di James Wan (2021)
- Taurus, regia di Tim Sutton (2022)

### Televisione
- Il risolutore (The Finder) - serie TV, 13 episodi (2012)
- Grimm - serie TV, episodio 2x03 (2012)
- Twisted - serie TV, 19 episodi (2013-2014)
- Mr. Mercedes - serie TV, 3 episodi (2017)
- The Recruit - serie TV, 8 episodi (2022-2025)

### YouTube Premium
- Impulse - serie TV, 20 episodi (2018-2019)

## Doppiatrici italiane
Nelle versioni in italiano delle opere in cui ha recitato, Maddie Hasson è stata doppiata da:
- Federica Simonelli in L'evocazione - We Summon the Darkness, Taurus
- Letizia Ciampa ne Il risolutore
- Giulia Franceschetti in Twisted
- Maria Giulia Ciucci in Malignant
- Marta Filippi in The Recruit